# 然赛·斯马古洛夫
然赛·扎纳托维奇·斯马古洛夫（1992年9月26日—），哈萨克斯坦男子柔道运动员，2017年亚洲柔道锦标赛男子73公斤级铜牌得主、2018年亚洲运动会混合团体银牌得主。